# Stanisław Sochan
Stanisław Sochan (ur. 14 listopada 1910 w Korytnicy, zm. ?) – polski rolnik, poseł na Sejm PRL V i VI kadencji.

## Życiorys
Uzyskał wykształcenie średnie niepełne – ukończył szkołę podstawową, a także Kurs Rolniczo-Spółdzielczy im. Stanisława Staszica w Warszawie. Przejął następnie po ojcu gospodarstwo rolne w Żulicach. Podczas okupacji walczył w Batalionach Chłopskich. Po wojnie powrócił na gospodarstwo. Podjął także społecznie pracę w zarządach Kółka Rolniczego w Żulicach, Spółdzielni Mleczarskiej w Łaszczowie oraz Spółdzielni Ogrodniczej w Tomaszowie Lubelskim. Zasiadał w prezydium Powiatowego Związku Kółek Rolniczych. Pełnił funkcje prezesa Powiatowego Związku Plantatorów Roślin Okopowych oraz wiceprezesa Powiatowego Komitetu Zjednoczonego Stronnictwa Ludowego w Tomaszowie Lubelskim. W 1969 i 1972 uzyskiwał mandat posła na Sejm PRL w okręgu Zamość. Przez dwie kadencje zasiadał w Komisji Komunikacji i Łączności, a w trakcie VI ponadto w Komisji Rolnictwa i Przemysłu Spożywczego.

## Odznaczenia
- Srebrny Krzyż Zasługi (1966)